# Bán đảo Fleurieu

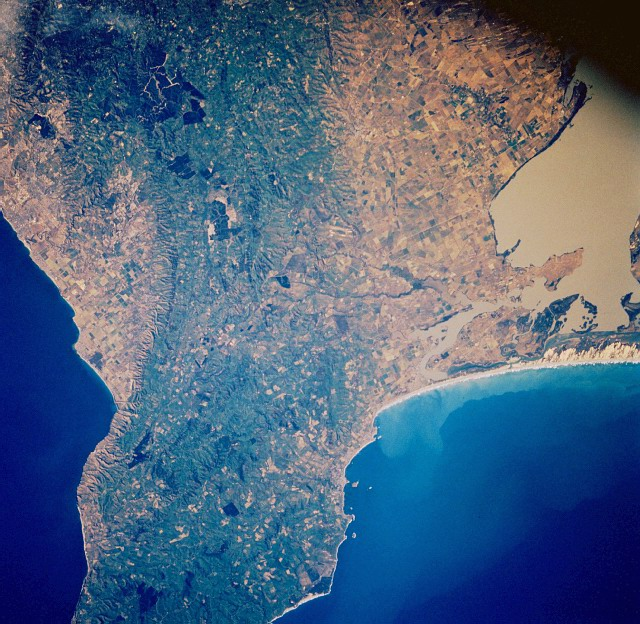
Bán đảo Fleurieu, nhìn từ không gian, tháng 11/1985

Bán đảo Fleurieu là một bán đảo đẹp của Úc, ở phía nam thành phố Adelaide trong tiểu bang Nam Úc. Bán đảo này được nhà thám hiểm người Pháp Nicolas Baudin đặt theo tên Bộ trưởng Hải quân Pháp thời đó là Charles Pierre Claret, chức bá tước Fleurieu, khi ông ta vẽ bản đồ vùng bờ biển phía nam Úc vào năm 1802.
Các thành phố và thị trấn đáng chú ý trong khu vực này là Victor Harbor, Willunga, Mount Compass, Goolwa, Yankalilla, Rapid Bay và vùng trồng nho cùng sản xuất rượu vang McLaren Vale.
Các bãi biển Waitpinga và Browns là nơi chơi lướt ván trên sóng nước.
Có tuyến tàu phà giữa Cape Jervis - ở đầu mũi bán đảo - và đảo Kangaroo.